# Trichogramma marandobai
Trichogramma marandobai är en stekelart som beskrevs av Brun, Gomez de Moraes och Soares 1986. Trichogramma marandobai ingår i släktet Trichogramma och familjen hårstrimsteklar. Inga underarter finns listade i Catalogue of Life.